# Rumba
La rumba è una danza latino-americana di origine cubana.
La caratteristica principale di questo ballo è il movimento sinuoso e dondolante dei ballerini, quindi è necessario un buon allenamento, soprattutto perché è necessario mantenere una perfetta postura; è il più lento fra tutti i balli di origine latina e si presenta anche come il più difficoltoso nell'esecuzione, infatti è necessario avere un grande senso ritmico e una perfetta coordinazione dei movimenti.
 Fa parte, con samba, cha cha cha, paso doble e jive del gruppo di danze latino-americane riconosciute ufficialmente dalla WDSF (World DanceSport Federation) e in Italia dalla FIDS che stabiliscono le regole di validità 
Per quanto riguarda la musica l'elemento caratterizzante sono le claves, strumento formato da due cilindri da percussione battuti l'uno contro l'altro.

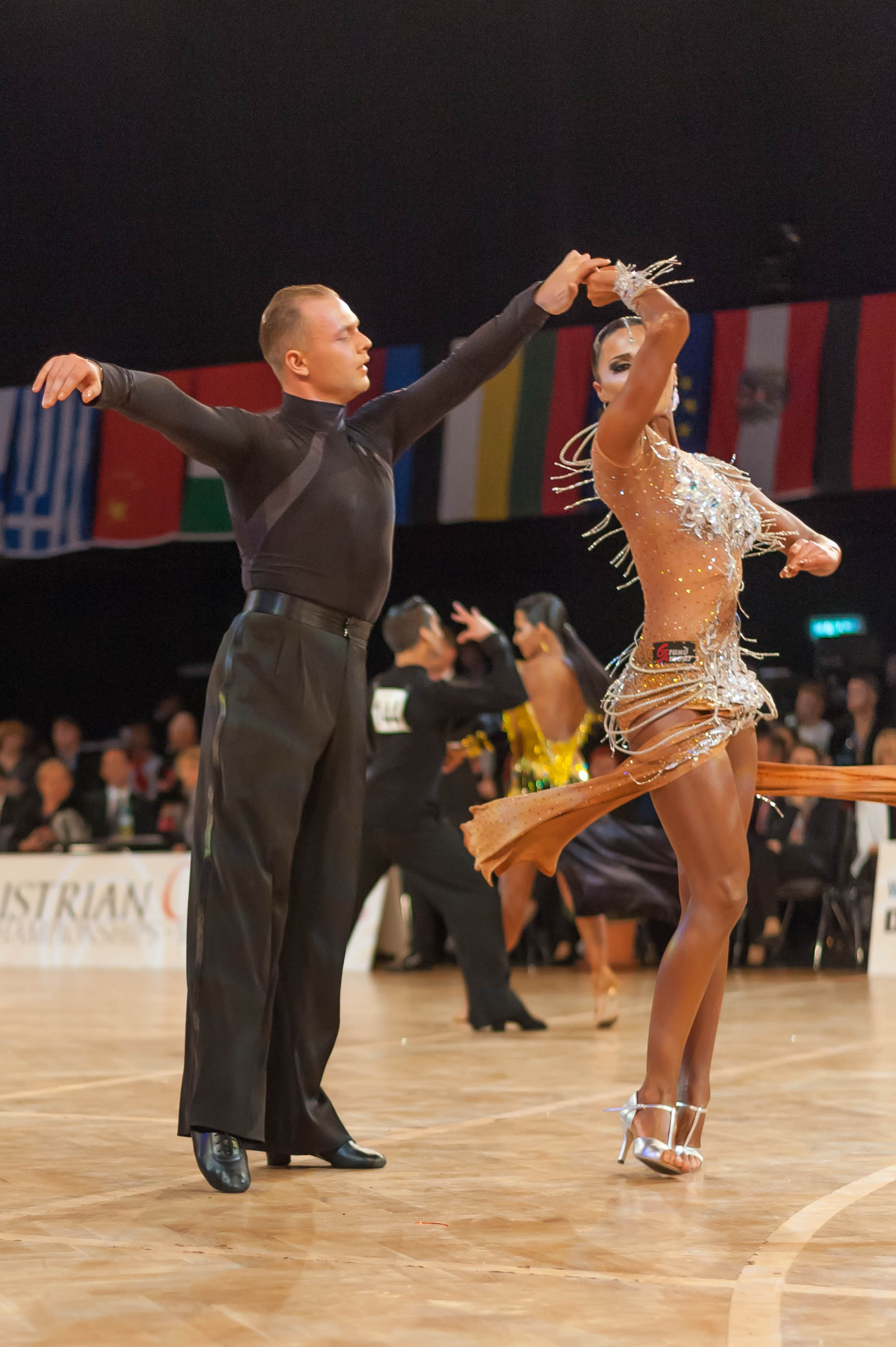
Ballerini di rumba

## Storia
L'origine della rumba si deve all'incrocio di alcuni ritmi spagnoli con altri africani. In particolare Il canto ha forti influenze andaluse mentre le percussioni sono africane. Essa nasce formalmente a Cuba nel 1878, subito dopo l'abolizione della schiavitù, quando la gente di pelle nera comincia a spostarsi dalle campagne verso le periferie degli agglomerati urbani.
È in un tale contesto, di miseria e di riscatto, che prende origine un ballo ed una ritmica che trae origine dalla fusione dei ritmi spagnoli ed africani.
Gli strumenti musicali utilizzati erano prettamente strumenti "recuperati" dalla vita di ogni giorno e, in particolare: maracas (strumenti musicali di origini sud americane), tamburi (qualsiasi tipo di cassone vuoto) e claves (composti da due bastoncini di legno).
La rumba classica si divide in tre tipologie:
- Yambù. Nella quale non esiste contatto fisico tra dama e cavaliere. La dama attira nel gioco amoroso l'uomo tramite figure molto sensuali basate su un ritmo lento. Metaforicamente rappresenta il ballo di uomo anziano che corteggia una dama più giovane, il ritmo è conseguentemente più lento rispetto alle altre tipologie.
- Guaguancò. Consistente in una danza imperniata sul corteggiamento e sulla simulazione dell'atto amoroso e basata su ritmi più veloci rispetto al Yambù. In tale fase il cavaliere esegue diverse serie di finte, girando attorno alla donna, cercando di allungare le mani verso le sue parti intime. La dama, a sua volta, si ritrae da tale esplicito corteggiamento e tenta di schivare le mani del cavaliere. Ciononostante, per propiziare la fertilità, continua a sedurre il cavaliere con rapidi movimenti ondulatori del bacino. L'improvvisa finta con la quale il danzatore insidia la donna, prende il nome di "Vacuna" che in spagnolo significa "Vaccino". Il maschio quindi, è come volesse pungere la donna per ingravidarla mentre ella si para portando la gonna in prossimità delle parti insidiate. In sostituzione della gonna la donna e l'uomo usano un fazzoletto per rendere più vistosi i movimenti.
- Columbia. È un tipo di rumba tipicamente rurale molto diffusa nella regione cubana di Matanzas, in cui danzano solo i maschi al fine di dimostrare la loro "potenza" e la loro "virilità" su ritmi velocissimi. Addirittura, in alcuni casi, si arriva alla prova dei coltelli: ogni ballerino si lega alle caviglie dei coltelli molto affilati e danza secondo un ritmo crescente. Vengono utilizzate anche bottiglie, fiamme e quant'altro, ed i ballerini possono essere addirittura bendati, sempre come prova di virilità.

Agli inizi, i comportamenti maschili vennero ritenuti dalla borghesia troppo pericolosi e quelli femminili troppo licenziosi, per questo la rumba ebbe difficoltà nell'emergere, rimanendo confinata per lungo tempo nelle periferie urbane.
Essa diede poi vita a due diversi stili, uno che predilige la parte romantica della rumba (Yambù), l'altra più aggressiva e basata su Guaguancò e Columbia. La prima diede vita allo stile rumba/beguine, mentre la seconda diede vita allo stile caraibico da cui si giungerà, poi, al mambo ed alla salsa cubana. Infine, dalla columbia mescolata alla bomba, si arriva alla salsa portoricana.

### Diffusione fuori dei Caraibi
Questo ballo fu tra i primi di quelli latini a diffondersi negli USA ed in Europa. Negli anni cinquanta il direttore d'orchestra Xavier Cugat divenne celebre soprattutto con la musica di questo ballo tanto da venir definito il Re della rumba; nota è soprattutto la sua versione di Bésame mucho.
In Italia fu popolare già dagli anni trenta. Le più famose rumbe italiane furono Fiesta e Aranci! interpretate da Daniele Serra, Mattinata fiorentina di Giovanni d'Anzi e Macariolita.

### La rumba in Spagna
La rumba ritorna in Spagna manifestandosi nelle cosiddette rumba flamenca e rumba catalana, che in realtà sono più relazionate alla guaracha che non alla stessa rumba cubana.